# بني الهارب (عبس)

تعديل مصدري - تعديل

بني الهارب هي إحدى قرى عزلة بني ثواب بمديرية عبس التابعة لمحافظة حجة، بلغ تعداد سكانها 211 نسمة حسب تعداد اليمن لعام 2004.